# انبار برنج، سراوان رشت
انبار برنج مربوط به دوره معاصر است و در شهرستان رشت، بخش سنگر، دهستان سراوان، پارک جنگلی سراوان، موزه میراث روستای گیلان واقع شده و این اثر در تاریخ ۲۷ آبان ۱۳۸۶ با شمارهٔ ثبت ۲۰۲۷۴ به‌عنوان یکی از آثار ملی ایران به ثبت رسیده است.